# Pteroglossa luteola
Pteroglossa luteola är en orkidéart som beskrevs av Leslie Andrew Garay. Pteroglossa luteola ingår i släktet Pteroglossa och familjen orkidéer. Inga underarter finns listade i Catalogue of Life.